# 인 시스템 프로그래밍
인 시스템 프로그래밍(In-system programming, ISP)은 EEPROM, 플래시 메모리 등의 비휘발성 메모리 등을 보드(혹은 시스템)에 이미 장착한 이후에, 그 내용 물을 프로그래밍 하는 것을 한다. 제조회사가 프로그래밍된 칩을 다른 회사로부터 사지 않고, 자신의 회사 시스템 생산 과정에서 프로그래밍할 수 있다. 주로 Atmega 시리즈와 같은 Atmel社의 마이크로컨트롤러의 AVR라인에서 사용된다. 